# Johann Maximilian von Lamberg

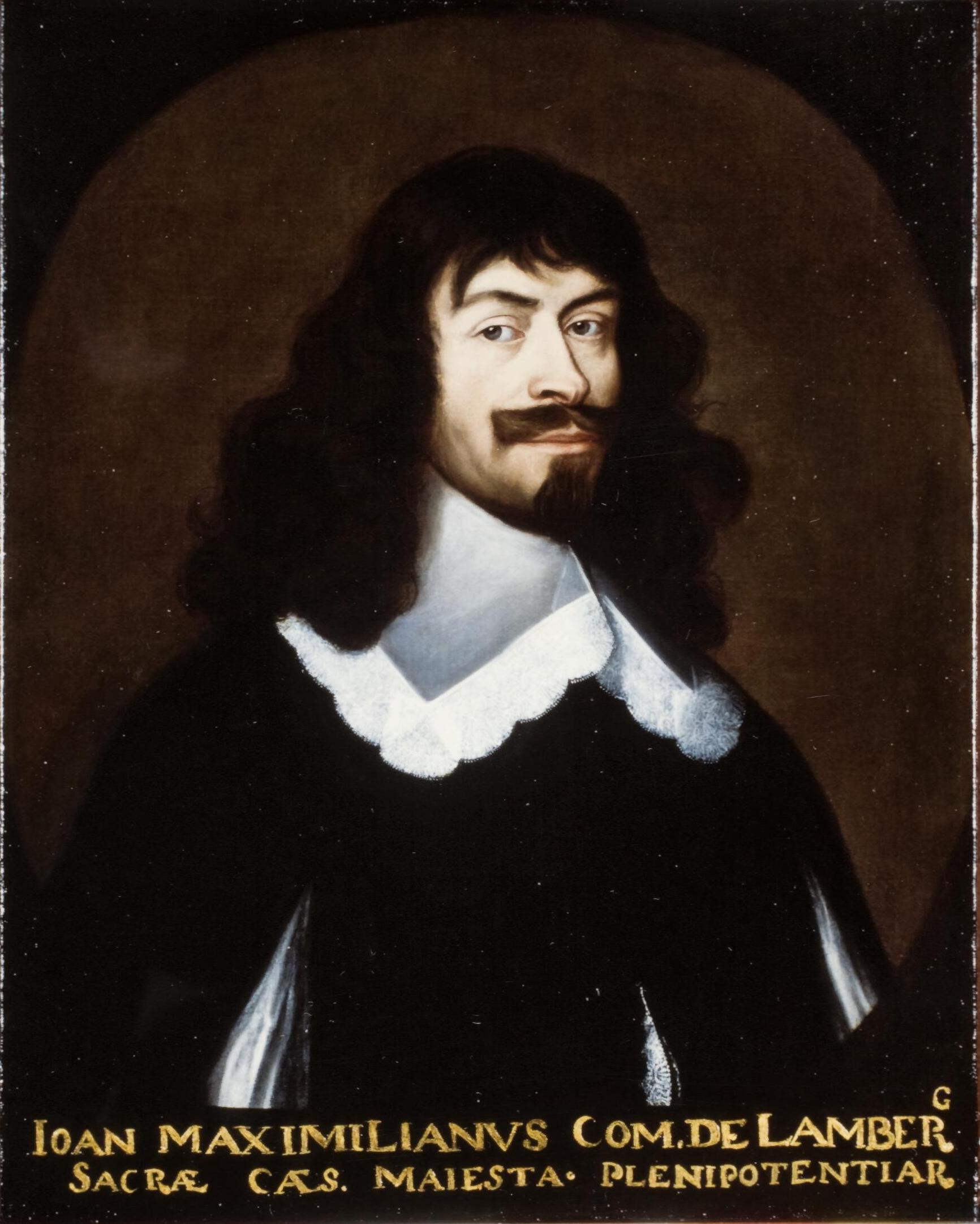
Johann Maximilian v. Lamberg (1648),
Gemälde im Friedenssaal des Historischen Rathaus Münster

Johann Maximilian von Lamberg

Johann Maximilian von Lamberg, seit 1636 Reichsgraf von Lamberg, Freiherr zu Ortenegg und Ottenstein, (* 23./28. November 1608 in Brünn; † 12./15. Dezember 1682 in Wien) war ein österreichischer Adeliger, kaiserlicher Diplomat und Minister sowie Burggraf der Stadt Steyr (Oberösterreich). Er war einer der kaiserlichen Hauptverhandler und Unterzeichner des Westfälischen Friedens und Ritter des Ordens vom Goldenen Vlies. Er galt als „einer von denen größten und erfahrnsten Staats-Ministern des 17. Seculi“.

## Herkunft
Johann Maximilian gehörte zu der aus Krain stammenden Uradelsfamilie von Lamberg und zwar zu der ältesten, nach der Herrschaft Orteneck in Krain benannten Hauptlinie. Er war ein Sohn des Reichsfreiherrn Georg Siegmund von Lamberg, Freiherr zu Ortenegg und Ottenstein auf Stockern und Amerang (* 1565; † 1660/62), und dessen dritter Ehefrau, Johanna Della Scala Freiin von der Leytter zu Behrn und Vicenz, Erbin von Amerang († 17. August 1644), aus dem Haus der Scaliger, der früheren Herren von Verona. Seine Mutter war in erster Ehe mit Siegmund (II.) von Dietrichstein, seit 1600 Reichsgraf von Dietrichstein etc. († 1602) verheiratet. Dadurch war Johann Maximilian ein Halbbruder von Maximilian von Dietrichstein, dem zweiten Reichsfürsten von Dietrichstein zu Nikolsburg († 1655).

## Leben
Johann Maximilian absolvierte das Studium der Rechtswissenschaften an der Universität Wien und unternahm anschließend die übliche Kavalierstour und besuchte dabei Italien, Frankreich und Spanien, wo er jeweils die Landessprachen so gut erlernte, dass er diese ebenso gut beherrschte, wie seine Muttersprache Deutsch und Latein. Nach seiner Rückkehr trat er in kaiserliche Dienste und wurde von Ferdinand II. (1610–1637) zum kaiserlichen Kämmerer ernannt. Er wurde dem Kronprinzen, Erzherzog Ferdinand III., damals König von Ungarn und Böhmen, zugeteilt und begleitete diesen, der nach dem Sturz Wallensteins seit 1634 Oberbefehlshaber der kaiserlichen Truppen war, auf dessen Feldzügen. Er nahm daher an der Eroberung von Donauwörth und von Regensburg sowie im September 1634 an der Schlacht von Nördlingen und der anschließenden Vertreibung der Schweden aus Süddeutschland teil. Er kehrte mit Ferdinand III. nach Wien zurück und wurde von diesem zum Reichshofrat – d. h. zum Mitglied des neben dem Reichskammergericht höchsten Gerichtes im Heiligen Römischen Reich – ernannt, das für Reichslehen, kaiserliche Privilegien und Reservatrechte zuständig war.
Johann Maximilian begleitete Ferdinand III. anlässlich dessen Krönung zum römisch-deutschen König, die am 22. Dezember 1636 in Regensburg stattfand. Ferdinand III. erhob ihn wegen seiner Verdienste in den erblichen Reichsgrafenstand und belieh ihn, in Primogenitur, mit dem Großen Palatinat. Das diesbezügliche Diplom wurde allerdings erst am 5. September 1641 ausgestellt.

### Beitrag zum Westfälischen Frieden
Als Reichshofrat war Lamberg seit 1634 mit Fragen der Außenpolitik des Reiches sowie der habsburgischen Erblande beschäftigt. Seine wichtigste Rolle spielte er im Rahmen der Bemühungen zur Beendigung des Dreißigjährigen Krieges. Zur Beendigung des Krieges wurde ab 1637 zwischen den Kriegsparteien über einen „Universalfriedenskongress“ verhandelt, wobei 1641 eine Einigung über die Teilnehmer und die Orte der Verhandlungen erzielt wurde. Ab 1643 fand ein Friedenskongress aller Kriegsparteien statt, der aus Prestige- und Religionsgründen getrennt, gleichzeitig in den Rathäusern von Münster und Osnabrück tagte.
Lamberg nahm ab 1643 als bevollmächtigter Minister des Kaisers unter der Koordination des Hauptgesandten, des kaiserlichen Obersthofmeisters Graf Maximilian von und zu Trauttmansdorff-Weinsberg an diesem Kongress teil. Er war für die Verhandlungen zuständig, die in Osnabrück stattfanden, und wurde dabei vom kaiserlichen Reichshofrat Johann Krane unterstützt. Anders als in Münster, wo der Papst und Venedig Vermittlerrollen spielten, fanden die Verhandlungen in Osnabrück direkt zwischen den kaiserlichen, den reichsständischen und den schwedischen Gesandten statt. Hauptthema, und damit primäre Aufgabe Lambergs, war ursprünglich die Erarbeitung der Friedensbedingungen zwischen dem Reich und Schweden. Durch die Teilnahme der Reichsstände, gegen die sich Kaiser Ferdinand III. vergeblich gewehrt hatte, traten Fragen der Organisation des Reiches und der Stände in den Vordergrund, wodurch die Konferenz zu Osnabrück zugleich zu einem deutschen Verfassungskonvent wurde.
Lambergs wichtigster Verhandlungspartner für die Friedensverhandlungen war der Gesandte der Königin Christina von Schweden, Graf Johan Axelsson Oxenstierna († 15. Dezember 1657), der Sohn des schwedischen Reichskanzlers Graf Axel Oxenstierna. Für die Fragen der internen Angelegenheiten des Reiches hatte er hingegen eine große Zahl von Verhandlungspartnern: Die Gesandten der Generalstaaten, der katholischen und der evangelischen Stände sowie der Schweizerischen Eidgenossenschaft.
Die Verhandlungen Lambergs mit dem schwedischen Gesandten wurden dadurch wesentlich erschwert, dass trotz des Friedenskongresses der Krieg unvermindert weiterging, wobei Schweden bemüht war, seine Verhandlungsposition durch militärische Erfolge zu verbessern. So drang der schwedische Oberkommandierende, Feldmarschall Lennart Torstensson († 1651) 1645 in die österreichischen Erblande ein, durchquerte siegreich Böhmen, brandschatzte in Niederösterreich und konnte von Erzherzog Leopold Wilhelm erst in der Brigittenau, gerade noch vor den Toren Wiens, besiegt werden. Noch 1648 fiel Hans Christoph von Königsmarck, ein deutscher Feldherr in schwedischen Diensten, in Böhmen ein, wobei es ihm gelang, am 26. Juli 1648 die Kleinseite von Prag zu erobern und den Prager Kunstraub zu organisieren.
Die getrennten Verhandlungen in Münster und Osnabrück führten auch zu zwei getrennten, aber komplementären Friedensverträgen: Dem „Münsterschen Friedensvertrag“ (Instrumentum Pacis Monasteriensis, IPM) zwischen dem Kaiser und Frankreich und dem „Osnabrücker Friedensvertrag“ (Instrumentum Pacis Osnaburgensis, IPO) zwischen Kaiser und Reich einerseits und zwischen Kaiser und Schweden andererseits.
Der Text des Vertrages von Osnabrück, an dessen Ausarbeitung Lamberg einen nicht unwesentlichen Anteil hatte, wurde am 27. Juli finalisiert und verglichen und am 24. Oktober 1648 im alten Rathaus von Münster in öffentlicher Versammlung im Namen von Kaiser Ferdinand und Königin Christina von den Grafen Lamberg und Oxenstierna sowie von den Vertretern der Reichsstände unterschrieben und am 25. Oktober kundgemacht. Gleichzeitig wurde auch der Vertrag von Münster zwischen Kaiser Ferdinand und König Ludwig XIV. von Frankreich von den an der Ausarbeitung beteiligten Gesandten des Kaisers (Trauttmansdorff), Frankreichs (Henri II. d’Orléans-Longueville) und der verschiedenen Reichsstände unterzeichnet.
Der von Lamberg ausgehandelte Vertrag von Osnabrück regelt großteils interne Angelegenheiten des Reiches und der Reichsstände, insbesondere territoriale, religiöse und administrative Fragen, die sich aus den Folgen des Dreißigjährigen Krieges ergeben hatten. Dieser Vertrag wurde dadurch zum wichtigsten Verfassungsdokument des Heiligen Römischen Reiches seit der Goldenen Bulle Kaiser Karls IV. und blieb bis zum Ende des Reiches im Jahre 1806 Teil der Reichsverfassung. Zugleich bildete er auch eine Grundlage für die Entwicklung des modernen Völkerrechtes.
Unter anderem sieht Artikel VII.2 vor, dass alle wesentlichen Angelegenheiten des Reiches der Bewilligung durch die Reichsstände bedürfen und dass diese das Recht haben, untereinander, aber auch mit ausländischen Mächten Bündnisse zu schließen, sofern sie nicht ihren Pflichten gegenüber Kaiser und Reich widersprechen. Damit wurde den Reichsständen weitestgehende Unabhängigkeit eingeräumt.
Artikel X. enthält die territorialen Regelungen mit Schweden, wobei die taktvolle Verschleierung der territorialen Verluste des Reichs an Schweden bemerkenswert erscheint: Verschiedene Territorien fallen zwar unter schwedische Herrschaft, bleiben aber Teil des Reiches, indem sie als kaiserliche Lehen definiert werden. Die Könige von Schweden erhielten dabei für diese Territorien das Recht der unmittelbaren Reichsstandschaft und damit das Recht, unter anderem als Herzöge zu Bremen, Werden und Pommern, als Fürsten von Rügen und Herren zu Wismar mit Sitz und Stimme an den Reichstagen mitzuwirken.
Nach Abschluss der Verhandlungen in Osnabrück kehrte Lamberg an den Wiener Hof zurück, wo ihm neben seiner Tätigkeit als Reichshofrat und kaiserlicher Rat verschiedene diplomatische Missionen übertragen wurden. So ernannte ihn Kaiser Ferdinand III. 1650 zum Obersthofmeister des Kronprinzen, Erzherzog Leopold. Im Jahr darauf wurde er zum Obersthofmeister der künftigen Kaiserin, Eleonora Magdalena Gonzaga von Mantua-Nevers, ernannt und beauftragt, diese dritte Gemahlin von Kaiser Ferdinand III. aus ihrer Heimat abzuholen und sie mit ihrem Gefolge zu ihrer Vermählung (2. April 1651) nach Wien zu begleiten.
Bald darauf wurde er zum Wirklichen Geheimen Rat ernannt und im Jahr 1655 als 437. Ritter in den Orden vom Goldenen Vlies aufgenommen.

### Botschafter in Spanien
Eine wichtige diplomatische Mission wurde ihm im Jahre 1657 übertragen, da er zum kaiserlichen Botschafter am spanischen Hof und damit zum Vermittler zwischen den beiden Linien der „Casa de Austria“ ernannt wurde. Lamberg kam in einer bewegten Zeit nach Madrid. Die bilateralen Beziehungen zwischen Wien und Madrid waren seit dem Westfälischen Frieden getrübt. Innenpolitisch gab es in Spanien laufend Aufstände in verschiedenen Provinzen, weshalb König Philipp IV. 1659 persönlich die Regierung übernahm, um das Land zu befrieden. Außenpolitisch setzte sich der Konflikt mit Paris fort. Frankreich konnte zwar 1656 bei Valenciennes besiegt werden, verbündete sich jedoch 1657 mit England, um sich mit diesem das spanisch gebliebene Flandern aufzuteilen. Im Jahr darauf unterlag Spanien am 14. Juni 1658 den vereinigten englisch-französischen Truppen in der Schlacht bei Dünkirchen („Batalla de las Dunas“). In der Folge musste Spanien 1659 mit Frankreich den Pyrenäenfrieden schließen. Damit akzeptierte es den Verlust wichtiger Provinzen und schloss zugleich eine Vereinbarung über die Vermählung der Infantin Maria Teresa von Spanien, der ältesten Tochter von König Philipp IV., mit Ludwig XIV. (ihrem Vetter), die 1660 stattfand. Auch gegenüber Portugal gab es Probleme. Im Restaurationskrieg (1659–1668) versuchte Philipp IV. vergeblich, das 1640 verlorene Königreich Portugal zurückzuerobern.
Damit gab es mehr als genug Stoff für die Berichterstattung Lambergs aus Madrid, wobei diese Entwicklungen in Wien mit verständlicher Sorge aufgenommen wurden, da sich damit, hundert Jahre nach dem Frieden von Cateau-Cambrésis (3. April 1559), die damalige spanische Hegemonie über Frankreich in eine Hegemonie Frankreichs über Spanien verkehrt hatte und die Gefahr bestand, dass das gewaltige Erbe der spanischen Habsburger (Spanien, Neapel, Sizilien, Mailand, die Überseegebiete in Amerika etc.) nicht an Österreich, sondern an Frankreich fallen könnte.
Lamberg war offensichtlich erfolgreich bemüht, die Interessen Österreichs zu wahren. So wurde die Infantin Maria Theresia veranlasst, vor ihrer Vermählung mit Ludwig XIV. auf alle Erbansprüche auf den spanischen Thron zu verzichten. Zugleich bemühte sich Lamberg, eine Vermählung zwischen der Infantin Margarita Teresa von Spanien, einer Tochter Philipps IV. aus dessen zweiter Ehe mit der Erzherzogin Maria Anna von Österreich, mit ihrem Onkel, Kaiser Leopold I., anzubahnen. Eine solche Verbindung konnte angesichts der prekären Situation der spanischen Linie der Habsburger (Karl, der einzige überlebende Sohn Philipps IV., war ein Kleinkind und von fragiler Gesundheit) entscheidend sein, um die Erbansprüche der österreichischen Habsburger zu untermauern. Die Vereinbarung über diese Ehe wurde am 6. April 1663 vom kaiserlichen Sondergesandten Graf Pötting und vom Herzog von Medina de las Torres unterzeichnet. Die Bedeutung dieser Verbindung zeigte sich 1665 nach dem Ableben von Philipp IV., da dieser in seinem Testament eine Erbfolge Frankreichs ausdrücklich ausgeschlossen und festgelegt hatte, dass bei einem vorzeitigen Tod des Infanten Karl II. die Infantin Margarita Theresia und nach ihr die Nachkommen seiner Schwester, der Infantin Maria Anna von Spanien, der Gemahlin von Kaiser Ferdinand III., das Erbe der spanischen Königreiche antreten sollten. Damit war testamentarisch die Nachfolge der österreichischen Linie der „Casa de Austria“ fixiert. Inwieweit Lamberg die Abfassung des Testaments beeinflussen konnte, ist nicht bekannt, jedenfalls entsprach es genau den Interessen seines Auftraggebers, Kaiser Leopold I.

### Hofwürdenträger und Minister
Lamberg, der bereits 1662 zum Erb-Stallmeister in Krain und in der Windischen Mark (Slovenska marka) ernannt worden war, kehrte nach siebenjähriger Mission in Madrid 1664 nach Österreich zurück. In Wien wurde er von Kaiser Leopold I. zum kaiserlichen Oberstkämmerer ernannt. In dieser Eigenschaft begleitete er 1665 den Kaiser nach Tirol zur Erbhuldigung durch die Stände Tirols und der österreichischen Vorlande, die durch das Erlöschen der kurzlebigen Tiroler Linie (Ableben des Kardinals Erzherzog Sigismund Franz von Österreich-Tirol) an den Kaiser heimgefallen waren.
Im Jahr darauf nahm er beim feierlichen Einzug des Kaisers mit seiner Braut, der Infantin Margarita Theresia, in Wien am 5. Dezember 1666 sowie bei der mit großem Prunk gefeierten Hochzeit in seiner Funktion als kaiserlicher Oberstkämmerer teil.
Am 25. August 1666 gelang Lamberg eine wichtige Erweiterung seines Landbesitzes, da er von Kaiser Leopold I. die Herrschaft und Stadt Steyr, die sein Vater bereits 1619 auf Grund von Schuldverschreibungen als Pfand übernommen hatte, um 365.844 Gulden als freies Eigentum erwerben konnte. Aus dieser Herrschaft und seinen übrigen Besitzungen, den Herrschaften Amerang (in Bayern) Stockern (in Niederösterreich), Kitzbühel (in Tirol), Molln (in Oberösterreich), Raming und Ternberg (bei Steyr), errichtete er 1669 ein Fideikommiss.
Im Jahr 1675 wurde er zum kaiserlichen Obersthofmeister und Geheimen Staats- und Konferenzminister (Mitglied der Geheimen Konferenz der Österreichischen Erblande) ernannt. Diese Funktionen übte er bis an sein Lebensende aus. Im selben Jahr wurde er auch mit dem Amt des Oberst-Erblandkämmerers in Österreich ob der Enns (Oberösterreich) belehnt.
Im vorgerückten Alter unternahm Lamberg noch ein architektonisches Projekt, indem er das von ihm erworbene Schloss Kunštát in Südmähren (Kunštát im Okres Blansko), das von Georg von Podiebrad König von Böhmen (1458–1471) erweitert worden war, um 1680 in ein rechteckiges Barockschloss umbauen ließ, wobei Teile der alten Burg und des Renaissancebaus beibehalten wurden.
Als Kuriosum wäre festzuhalten, dass Lamberg um 1680 die erste Handwerksordnung für die Hersteller von Maultrommeln (Musikinstrument) in der oberösterreichischen Marktgemeinde Molln im Bezirk Kirchdorf erließ. Maultrommeln werden dort bis heute erzeugt und schmücken auch das dortige Gemeindewappen.
Johann Maximilian von Lamberg starb in Wien am 12. Dezember 1682 und wurde in der Karlskapelle der Augustinerkirche in Wien begraben.

## Ehe und Nachkommen
Lamberg vermählte sich in Wien am 25. Juli 1635 mit der Gräfin Maria Judith Johanna Eleonora Rebekka von Würben und Freudenthal (tschechisch Bruntálští z Vrbna), k.k. Hofdame und Sternkreuzordensdame, (* 1612; † 16. März 1690 in Wien). Sie wurde bei ihrem Gemahl in der Augustinerkirche in Wien begraben. Sie war eine Tochter von Georg dem Älteren († im Exil 20. Mai 1625), Herr von Würben und Freudenthal, auf Freudenthal (Bruntál), Helfenstein (Burg Helfštýn), Kwassitz (Kvasice), Leipnik (Lipník nad Bečvou), Weissenkirchen und Drahotusch (Burg Drahotuš), alle im heutigen Tschechien. Georg von Würben und Freudenthal war Kaiserlicher Kämmerer und Rat, Protestant, Mitglied des mährischen Direktoriums (1619–1621), Oberstlandrichter der Markgrafschaft Mähren; er wurde nach der Schlacht am Weißen Berg verhaftet. Ihre Mutter war Helena von Würben († n. 1625), Erbtochter Albrechts des Jüngeren von Würben, Herr auf Gross-Herrlitz (Velke Heraltice) (Tschechien) und dessen Frau Johanna Sedlnitzky von Choltitz.
Aus der Ehe stammten folgende Kinder:
- Eleonora Franziska (* 1636; † 19. November 1689 in Wien), Sternkreuzordensdame; ⚭ 1.) April 1665 Reichsgraf Heinrich Wilhelm von Starhemberg aus dem Haus Wildberg (* 28. Februar 1593; † 2. April 1675 in Wien); kaiserlicher Kämmerer, Wirklicher Geheimer Rat und Obersthofmarschall, Ritter des Ordens vom Goldenen Vlies; ⚭ 2.) 1676 Reichsgraf Franz Anton von Lamberg
- Maria Anna Elisabeth (getauft 24. August 1637; † 22. November 1689); ⚭ 1.) Laibach 19. November 1662 Graf Otto Sigismund Ernst von Zinzendorf (* Januar 1640; † 29. Dezember 1701) aus dem Haus Freideck, kaiserlicher Rat; ⚭ 2.) 9. Mai 1660 Graf Hans Adam Hrzan von Harras († 22. Januar 1681)
- Franz Josef I. (getauft St. Michael 29. Oktober 1638; † 1/2. November 1712 in Steyer), 2. Reichsfürst von Lamberg, Landgraf von Leuchtenberg, 1668 Ritter des Ordens vom Goldenen Vlies; ⚭ Prag, 4. Februar 1663 Reichsgräfin Anna Maria von Trauttmansdorff-Weinsberg (* 1642; † 21. April 1727), Tochter des böhmischen Statthalters Adam Matthias von Trauttmansdorff (1617–1684) und Enkelin des Reichsgrafen Maximilian von und zu Trauttmansdorff-Weinsberg, der gemeinsam mit Johann Maximilian von Lamberg den Westfälischen Frieden verhandelt hatte
- Johanna Theresia, (getauft Michaelerkirche Wien, 30. Dezember 1639; † 3. Februar 1716 in Wien); ⚭ 28. Oktober 1662 Reichsgraf Ferdinand Bonaventura I. von Harrach (* 14. Juli 1636; † 15. Juni 1706), Freiherr zu Bruck und Pyrrhenstein, Botschafter in Frankreich und Spanien, Obersthofmeister des Kaisers Leopold I., Ritter des Ordens vom Goldenen Vlies
- Georg Sigismund (* 20. Juli 1641; † 1672), Ritter des Malteserordens
- Maria Anna Helene (getauft 12. Mai 1643; † 27. März 1674); ⚭ 29. April 1661 Reichsfürst Johann Karl von Porcia und Brugnera († 27. April 1667)
- Clara Katharina Maria (* 1644; † vor 2. Mai 1669); ⚭ 27. Juli 1661 Ernst Emmerich t’Serclaes, Reichsgraf von Tilly und Breiteneck († 22. April 1675), Fideikommissherr auf Altenburg, Tillysburg, Weissenberg, Traun etc.
- Kaspar Friedrich, auf Kunstadt und Zeliboritz (* 1648 in Münster; † 20. Juli 1686 in Brünn); ⚭ 1.) 1675 Marie Franziska Teresia Hiesele von Chodau (Hýzrlová z Chodù) († 1684); ⚭ 2.) 31. Dezember 1684 Maria Aloysia Theresia Gräfin von Waldburg-Zeil (* ca. 1658; † 14. August 1717)
- Johann Philipp von Lamberg (* 25. Mai 1651 oder 1652; † 20. Oktober/21. Oktober 1712), 27. März 1663 Domherr zu Passau, 5. Juni 1675 Domherr zu Salzburg, 1689–1712 Fürstbischof von Passau, 1700–1712 Kardinal, 1709 Reichsfürst von Lamberg (ad personam)